# John Barleycorn

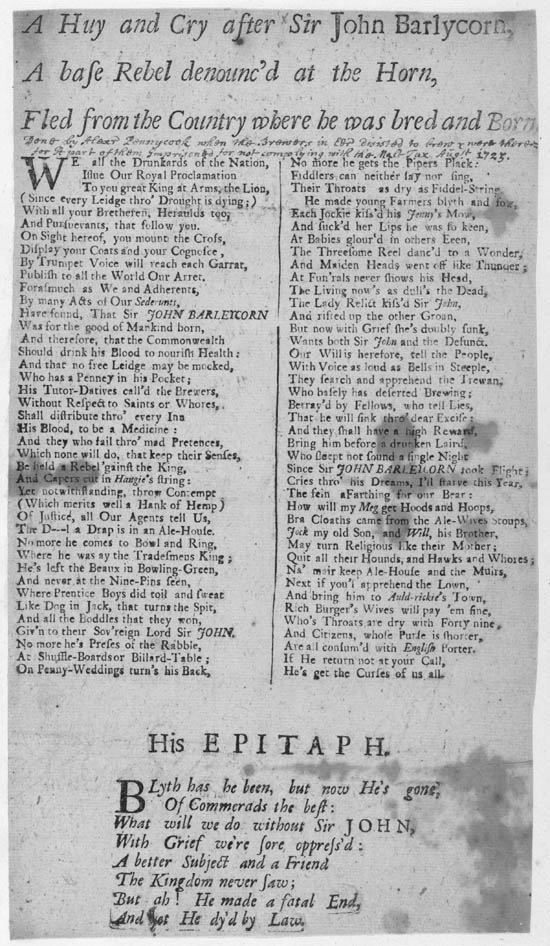

John Barleycorn (in italiano Giovanni Chicco d'orzo) è un personaggio immaginario del folclore inglese e scozzese protagonista dell'omonima canzone, forse di origini popolari, eseguita in innumerevoli versioni. 
Nel gergo britannico rappresenta la personificazione della birra e del whisky, prodotti entrambi derivati dall'orzo (in inglese barley). Nella canzone subisce umiliazioni e maltrattamenti fino alla morte, che corrispondono alle varie fasi della coltivazione dell'orzo come la mietitura e la maltazione.

## Origini
La ballata ha origini moderne: una sua versione a stampa risale alla prima metà del XVII secolo (all'incirca tra il 1601 e il 1640). Non è chiaro se debba considerarsi un'originale elaborazione folclorica o frutto di un atto creativo di qualche autore colto. Ralph Vaughan Williams e A. L. Lloyd,  nell'apparato di note alla  Penguin Book of English Folk Songs da loro curata (Londra, 1959), si chiedono se si tratti di "una sopravvivenza folclorica di inusuale coerenza" oppure della "creazione di un revivalista antiquario, che è poi transitata nel repertorio popolare per essere poi 'folclorizzata'". Nel 1782, il poeta scozzese Robert Burns pubblicò una propria versione della canzone che influenzò le versioni successive.

## John Barleycorn lyrics
And these three men made a solemn vow:
John Barleycorn must die.
They've ploughed, they've sewn, they've harrowed him in,
Threw clods upon his head,
And these three men made a solemn vow:
John Barleycorn was dead.
They've let him lie for a very long time,
‘Till the rains from heaven did fall,
And little Sir John sprung up his head,
And so amazed them all.
They've let him stand ‘till midsummer's day,
‘Till he looked both pale and wan,
And little Sir John's grown a long, long beard,
And so become a man.
They've hired men with the scythes so sharp,
To cut him off at the knee,
They've rolled him and tied him by the way,
Serving him most barbarously.
They've hired men with the sharp pitchforks,
Who pricked him to the heart,
And the loader he has served him worse than that,
For he's bound him to the cart
They've wheeled him around and around the field,
‘Till they came unto a barn,
And there they made a solemn oath,
On poor John Barleycorn.
They wasted, o'er a scorching flame,
The marrow of his bones;
but a miller us'd him worst of all,
For he crush'd him between two stones.
And little Sir John and the nut-brown bowl,
And he's brandy in the glass;
And little Sir John and the nut-brown bowl,
Proved the strongest man at last.
The huntsman, he can't hunt the fox,
Nor so loudly to blow his horn,
And the tinker he can't mend kettle nor pot,
Without a little Barleycorn»

## Versioni musicali e citazioni
Tra le principali versioni e rielaborazioni in cui è conosciuta la canzone si ricordano: 
- quella dei Traffic (contenuta nell'album John Barleycorn Must Die del 1970)[2];
- quella di Martin Carthy (contenuta nell'album Sweet Wivelsfield del 1971);
- la versione degli Steeleye Span (contenuta nell'album Below The Salt del 1972);
- la versione del John Renbourn Group, contenuta nell'album A Maid in a Bedlam (Londra, 1977);
- quella dei Fairport Convention (contenuta nell'album Tipplers Tales del 1978);
- quella dei Jethro Tull (contenuta nell'album live A little light music del 1992, con George Dalaras alla voce).
- quella di Johnny Flynn (contenuta nell'album Sillion del 2017)

John Barleycorn è inoltre il titolo del libro di memorie autobiografiche di Jack London scritto nel 1913, tradotto in italiano come John Barleycorn. Memorie alcoliche, oppure Ricordi di un bevitore.